# Myoplastik
Myoplastik (oder Myoplastie) ist ein chirurgisches Verfahren, bei dem ein Muskel verschoben oder verändert wird, um eine tieferliegende Struktur abzudecken, oder um eine Funktionsverbesserung zu erreichen.
Am häufigsten findet die Myoplastik in der Amputationschirurgie Verwendung, um einen knöchernen Stumpf mit einem Muskel zu decken. Hierdurch wird die Durchblutung des Stumpfendes verbessert und die Retraktion der Muskeln verhindert. Eine typische Anwendung der Myoplastik ist am Unterschenkelstumpf die Deckung des Schienbeinendes durch einen langen dorsalen Muskellappen des Musculus triceps surae, der nach unten und dann nach vorn um das Schienbeinende geführt und am vorderen Periost fixiert oder mittels Myodese an der vorderen Kortikalis des Schienbeins verankert wird.
Damit der Muskellappen nicht sekundär verrutscht, kann zur Fixierung am Knochen auch eine Myodese durchgeführt werden.
Bei zu engen Nähten, zu starkem Zug und vor allem bei Gefäßerkrankungen, die Hauptgrund für Amputationen sind, kann eine Myoplastik zu einem Absterben von Muskelgewebe (Nekrose) führen.